# Argumenty i Fakty
Argumenty i Fakty (russisk: Аргументы и факты, argumenter og fakta) er en avis, der bliver udgivet i Moskva, Rusland. Lokaludgaver udgives i 64 andre russiske byer, samt nationaludgaver i Armenien, Georgien, Kasakhstan, Kirgisistan, Ukraine, Moldavien og Hviderusland. Der er også en udgave for Europa.
Avisen blev grundlagt i 1978 af en virksomhed ved navn «Viden» (russisk: Знание). I 1980'erne var det en reformorienteret avis, der var en fortaler for glasnost. I 1990 satte de en rekord for at have det største oplag (33,5 mio. eksemplarer i det tidligere Sovjetunionen). I øjeblikket er der 8 millioner læsere, der læser avisen hver uge.